# Hausen (Rain)
Hausen ist ein Gemeindeteil der Stadt Rain  im Landkreis Donau-Ries (Regierungsbezirk Schwaben, Bayern).

## Geographie und Verkehr
Die Einöde liegt in der Gemarkung Wächtering und wird auch Hauserhof genannt. Hausen liegt etwa 7 km südöstlich vom Stadtzentrum, am Ortsrand verläuft die Kreisstraße DON 30.

## Geschichte
Schon um das Jahr 1100 soll das Hauskloster der Wittelsbacher in Scheyern Besitz in Hausen gehabt haben. Der Ort ist auch im ersten Herzogsurbar der Wittelsbacher Herzöge, erstellt um 1222/1228, eingetragen.
Als Besitzer von Hausen sind unter anderem Hans Ernst (1495; Stiftung der Vogtgilt von Hausen an die Herzog-Georgen-Stiftung Rain) und Leonhardt Schwarz (1759/61; Lieferung von Bauholz für das Rainer Rathaus) genannt. Nach 1770 folgten Anton Schwarz (bis 1821), Joseph Modlmair (1821–1831), anschließend die Familie Mendl und seit 1881 die Familie Karl.
Bei der Bildung der Gemeinden Anfang des 19. Jahrhunderts wurde Hausen 1808 dem Steuerdistrikt Wallerdorf zugeteilt und seit dem zweiten Gemeindeedikt von 1818 gehörte der Ort zu Wächtering. Schulisch und kirchlich ist Hausen seit unfürdenklichen Zeiten mit Bayerdilling verbunden. Die selbstständige Gemeinde Wächtering und damit auch Hausen gehörte bis zum 30. Juni 1972 zum Landkreis Neuburg an der Donau und wurde im Zuge der Gebietsreform in Bayern dem Landkreis Donau-Ries zugeschlagen, der bis zum 1. Mai 1973 die Bezeichnung Landkreis Nördlingen-Donauwörth trug. Am 1. Januar 1975 erfolgte die Eingemeindung in die Stadt Rain.